# Schurz (Kleidung)

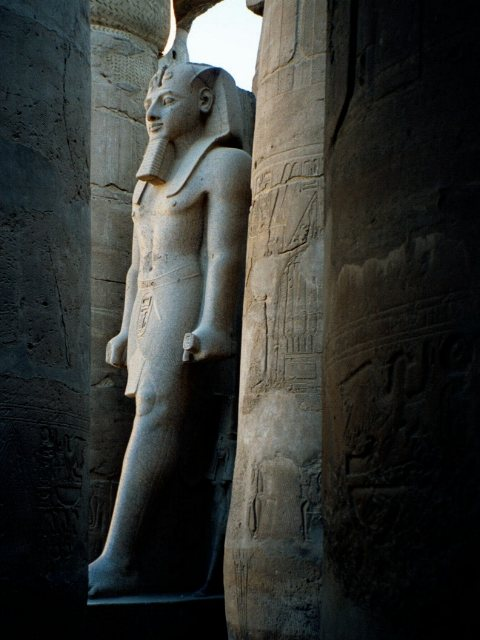
Ägyptische Statue mit Schurz und Kopfschmuck

Ein Schurz (mhd.: schurz „kurzes Kleidungsstück“; ahd.: scurz „kurz abgeschnitten“; Plural: Schurze) ist ein um die Hüften gebundenes Kleidungsstück.
Der Schurz ist eines der ersten und einfachsten Kleidungsstücke. Die alten Ägypter trugen einen Schurz aus Leder, Leinen oder Baumwolle. Auch für die Araber gilt der Schurz als ältestes Kleidungsstück. Bezüglich der Inder wird berichtet, dass selbst Könige im Altertum den Oberkörper nicht bedeckten, sondern Männer und Frauen nur ein Tuch um die Lenden geschlungen hatten. 
So zeigt die Bibel im Evangelium nach Johannes (Joh 13,4 ), dass der Schurz zur Zeit Jesu bei den Juden noch in Gebrauch war und von Dienern getragen wurde.
Von den alten Griechen und Römern weiß man, dass bei ihren Feldarbeiten der Schurz jedes andere Gewand ersetzte.